# Ellida
Ellida é um gênero de traça pertencente à família Arctiidae.